# Annalen der Physik
Annalen der Physik (Annals of Physics) is een van de bekendste en oudste (opgericht in 1790) wetenschappelijke tijdschriften voor natuurkunde. Het tijdschrift publiceert nieuwe artikelen over experimentele, theoretische, technische en mathematische fysica en verwante gebieden. Alle artikelen worden met peer review gecontroleerd voor publicatie. De huidige hoofdredacteur is Guido W. Fuchs.

## Roemruchte publicaties
Vele baanbrekende artikelen over wetenschappelijke ontdekkingen werden oorspronkelijk gepubliceerd in de Annalen, onder meer die van Albert Einstein in diens Annus Mirabilis 1905. Deze legden mede de grondslag voor de moderne natuurkunde.
Beroemde artikelen zijn die over:
- het fotoelektrisch effect door Heinrich Hertz in Annalen der Physik 31, pp.983–1000, 1887.[1]
- de theorie van de zwarte straling door Max Planck in Annalen der Physik 4, p.553-563, 1901.[2]
- de capillariteit door Albert Einstein in Annalen der Physik 4, p.513-523, 1901.[3]
- de energiekwanta door Albert Einstein in Annalen der Physik 17, pp.132–148, 1905.[4]
- de brownse beweging door Albert Einstein in Annalen der Physik 17, pp.549–560, 1905.[5]
- de massa-energierelatie door Albert Einstein in Annalen der Physik, 18, pp.639–641, 1905.[6]
- de speciale relativiteitstheorie door Albert Einstein in Annalen der Physik, 17, pp.891–921, 1905.[7]
- de warmtecapaciteit van vaste stoffen met gekwantiseerde energieniveaus door Albert Einstein in Annalen der Physik, 22, pp.180–190, 1907.[8]
- de moleculaire beweging bij het absolute nulpunt door Albert Einstein en Otto Stern in Annalen der Physik, 40, pp.551–560, 1913.[9]
- de algemene relativiteitstheorie door Albert Einstein in Annalen der Physik, 49, pp.769–822, 1916.[10]

In het begin van de twintigste eeuw was Duitsland het middelpunt van het natuurkunde-onderzoek. Annalen der Physik kwam in het Duits uit zoals de meeste wetenschappelijke literatuur van die dagen. Sindsdien is Engels de taal van de wetenschap geworden en nam de betekenis van de Duitstalige Annalen af. Daarom wordt het nu in het Engels uitgegeven door Wiley-VCH Verlag GmbH & Co. KGaA, een onderdeel van John Wiley & Sons.

## Hoofdredactie
Bekende hoofdredacteuren waren onder meer:
- Friedrich Albrecht Carl Gren (1790–1797) (toen heette het tijdschrift nog Journal der Physik en Neues Journal der Physik)
- Ludwig Wilhelm Gilbert (1799–1824) (van Gilberts Annalen zoals het tijdschrift wel werd genoemd)
- Johann Christian Poggendorff (1824–1876) (van Annalen der Physik und Chemie - toen vaak aangeduid als Poggendorfs Annalen)
- Gustav Heinrich Wiedemann (1877–1899) (van Annalen der Physik und Chemie - vaak afgekort tot Wied. Ann.)
- Paul Karl Ludwig Drude (1900–1906)
- Wilhelm Wien (1907–1928)
- Max Planck (1907–1943) (medehoofdredacteur sinds 1895)